# Macellicephala remigata
Macellicephala remigata är en ringmaskart som först beskrevs av Moore 1910.  Macellicephala remigata ingår i släktet Macellicephala och familjen Polynoidae. Inga underarter finns listade i Catalogue of Life.